# The Kinks Are the Village Green Preservation Society
Az 1968-as The Kinks Are the Village Green Preservation Society The Kinks hatodik nagylemeze. Ez az eredeti négyes utolsó albuma (Pete Quaife basszusgitáros 1969 elején kilépett az együttesből). Bár a listákra képtelen volt felkerülni, 100 000 eladott példányával a zenekar legkedveltebb albumának számít. A Rolling Stone Minden idők 500 legjobb albuma listáján a 255. helyet szerezte meg. Szerepel az 1001 lemez, amit hallanod kell, mielőtt meghalsz című könyvben.

## Az album dalai
| 1. | The Village Green Preservation Society | Ray Davies | 2:45 |
| 2. | Do You Remember Walter?                | Ray Davies | 2:23 |
| 3. | Picture Book                           | Ray Davies | 2:34 |
| 4. | Johnny Thunder                         | Ray Davies | 2:28 |
| 5. | Last of the Steam-powered Trains       | Ray Davies | 4:03 |
| 6. | Big Sky                                | Ray Davies | 2:49 |
| 7. | Sitting by the Riverside               | Ray Davies | 2:21 |

| 1. | Animal Farm                                  | Ray Davies | 2:57 |
| 2. | Village Green                                | Ray Davies | 2:08 |
| 3. | Starstruck                                   | Ray Davies | 2:18 |
| 4. | Phenomenal Cat (a borítón Phenominal címmel) | Ray Davies | 2:34 |
| 5. | All of My Friends Were There                 | Ray Davies | 2:23 |
| 6. | Wicked Annabella                             | Ray Davies | 2:40 |
| 7. | Monica                                       | Ray Davies | 2:13 |
| 8. | People Take Pictures of Each Other           | Ray Davies | 2:10 |

## Közreműködők
- Ray Davies – ének, gitár, billentyűk, szájharmonika
- Dave Davies – szólógitár, háttérvokál, ének a Wicked Annabella-n
- Pete Quaife – basszusgitár, háttérvokál
- Mick Avory – dobok, ütőhangszerek
- Nicky Hopkins – billentyűk, mellotron
- Rasa Davies – háttérvokál